# Acalypha retifera
Acalypha retifera är en törelväxtart som beskrevs av Paul Carpenter Standley och Louis Otho Otto Williams. Acalypha retifera ingår i släktet akalyfor, och familjen törelväxter. Inga underarter finns listade i Catalogue of Life.